# 蓼叶堇菜
蓼叶堇菜（学名：Viola websteri）是堇菜科堇菜属的植物。分布在朝鲜以及中国大陆的吉林等地，生长于海拔650米至900米的地区，一般生长在山地疏林中，目前尚未由人工引种栽培。

## 别名
朝鲜蓼叶堇菜（东北师范大学研究通报）